# Бурмістрово (Новосибірська область)
Бурмістрово (рос. Бурмистрово) — присілок у Іскітимському районі Новосибірської області Російської Федерації.
Входить до складу муніципального утворення Бурмістровська сільрада. Населення становить 1461 особа (2017).

## Історія
Згідно із законом від 2 червня 2004 року органом місцевого самоврядування є Бурмістровська сільрада.

## Населення
| 2002  | 2007  | 2008  | 2010  | 2012  | 2013  | 2014  |
| ----- | ----- | ----- | ----- | ----- | ----- | ----- |
| 1647  | ↗1808 | ↘1680 | ↘1416 | ↗1456 | ↗1481 | ↗1485 |
| 2015  | 2016  | 2017  |       |       |       |       |
| ↗1511 | ↘1499 | ↘1461 |       |       |       |       |